# Octobre 1940
Les événements concernant la Seconde Guerre mondiale sont détaillés dans l'article Octobre 1940 (Seconde Guerre mondiale).

## Événements
- Parution des premiers numéros des journaux de la résistance français tels Pantagruel, L'Université Libre, Notre Droit, Libre France, La Révolution française, En Captivité, L'Homme Libre, notamment.

- 2 octobre : les Allemands ordonnent la construction d’un mur autour du ghetto de Varsovie. Les habitants ne pourront plus en sortir sans un laissez-passer.

- 3 octobre : promulgation par le gouvernement de Vichy d’une loi sur le statut des Juifs (J.O. du 18 octobre) qui leur interdit notamment l’accès à la fonction publique, à l’armée, à la magistrature, à des postes de responsabilité dans les médias.

- 4 octobre : 
  - Rencontre Hitler-Mussolini.
  - Les Japonais débarquent à Haiphong

- 5 octobre : arrestation par la police parisienne de 300 communistes.[réf. nécessaire]

- 7 octobre : 
  - À la demande du maréchal Ion Antonescu devenu chef de l’État roumain après l’abdication du roi Carol II, Hitler envoie aux Roumains des unités de l’armée de terre et de l’aviation avec mission d’organiser l'armée roumaine. La Roumanie adhère au Pacte Tripartite.
  - L'évacuation des soldats polonais internés en Roumanie est arrêtée.
  - Loi de Vichy abrogeant le Décret Crémieux de 1870 qui accordait la citoyenneté française aux Juifs d'Algérie.

- 8 octobre : revenant de la mission portant son nom aux États-Unis, Henry Tizard trouve son poste supprimé.

- 10 octobre : une mission militaire allemande composée de 20 000 entre sur le territoire de la Roumanie.

- 12 octobre : 
  - Toute invasion allemande du Royaume-Uni est remise à plus tard jusqu'au printemps 1941 au plus tôt.
  - Victoire navale britannique sur la marine italienne au large de Malte
  - Création du ghetto de Varsovie.
  - Premier vol du prototype du chasseur soviétique Iliouchine Il-2 Sturmovik.

- 15 octobre :
  - le gouvernement de Vichy dissout les syndicats de fonctionnaires;
  - naissance du futur réseau de résistance français Alliance.

- 17 octobre : après de très fortes précipitations (plus de 1 000 mm en haut Vallespir), les cours d'eau des Pyrénées-Orientales, Tech, Têt et Agly connaissent de très fortes crues. On compte environ 300 victimes.

- 18 octobre : 
  - Publication au Journal Officiel français du « Statut des Juifs ».
  - Embargo américain sur toutes les livraisons d'avions de combat
  - Hans Vollenweider, dernier condamné à mort suisse, est exécuté.

- 19 octobre : 
  - Les anciens ministres Léon Blum, Paul Reynaud et Georges Mandel sont inculpés par la cour de Riom.
  - Bombardement du Bahreïn pendant la Seconde Guerre mondiale

- 22 octobre : entrevue entre Hitler et Laval.

- 23 octobre : entrevue d’Hendaye entre Hitler et Franco. 50 000 volontaires de la División Azul partent combattre aux côtés des allemands sur le front russe.

- 24 octobre : entrevue de Montoire entre Pétain et Hitler. Il y est question de « collaboration ».

- 26 octobre : premier vol du prototype NA-73 du chasseur américain North American P-51 Mustang.

- 27 octobre : Charles de Gaulle annonce la création du Conseil de défense de l'Empire par le manifeste de Brazzaville. Loi créant la carte d'identité française et un fichier des détenteurs de cette carte (il sera détruit à la Libération).

- 28 octobre : 
  - L'Italie pose un ultimatum à la Grèce - Metaxas, le Premier ministre grec, répond avec le simple mot « Okhi ! » (« non ! ») ;
  - Début de la Guerre italo-grecque. Bataille de Grèce. Les Italiens attaquent la Grèce. Ils essuient une série de revers (novembre-décembre). Entre-temps, les Britanniques lancent une contre-offensive en Libye.

- 30 octobre :  Pétain annonce la collaboration de la France avec l'Allemagne. : « J'entre aujourd'hui dans la voie de la collaboration ».

- 31 octobre :   fin de la bataille d'Angleterre (les Allemands ont perdu 1 733 avions, le Royaume-Uni 915).

## Naissances
- 1er octobre : 
  - Marc Savoy, chanteur, fabricant d'accordéons.
  - Nguyễn Quang Hồng, lexicographe vietnamien.
- 2 octobre : Mohamed ben Talal, prince de Jordanie († 29 avril 2021).
- 4 octobre : Steve Swallow, bassiste et contrebassiste de jazz américain.
- 5 octobre : Sid Ahmed Agoumi, acteur algérien
- 6 octobre : John Warnock, informaticien américain.
- 9 octobre : John Lennon, chanteur du groupe les Beatles († 8 décembre 1980).
- 11 octobre : Christoph Blocher, industriel, homme politique et ancien conseiller fédéral suisse.
- 13 octobre : Pharoah Sanders, saxophoniste américain de jazz († 24 septembre 2022).
- 14 octobre : Cliff Richard, chanteur de variétés britannique.
- 17 octobre : 
  - Stephen Kovacevich, pianiste classique américain.
  - Agostino Vallini, cardinal italien, cardinal-vicaire de Rome.
- 18 octobre : Jacques Higelin, auteur-compositeur-interprète français. († 6 avril 2018).
- 19 octobre : Michael Gambon, acteur irlandais († 28 septembre 2023).
- 20 octobre : Nikita Mandryka, dessinateur franco-russe († 13 juin 2021).
- 23 octobre : Edson Arantes do Nascimento, dit Pelé, footballeur brésilien († 29 décembre 2022).
- 26 octobre : Guennadi Strekalov, cosmonaute russe († 25 décembre 2004).
- 27 octobre : Georges Van Coningsloo, coureur cycliste belge († 7 avril 2002).
- 28 mars : Enrico Giusti, mathématicien italien († 26 mars 2024).
- 29 octobre : Galen Weston, homme d'affaires Britannique († 12 avril 2021).

## Décès
- 1er octobre : Armand Hubert, homme politique belge (° 15 août 1857).
- 11 octobre : Vito Volterra, mathématicien et physicien italien. (° 3 mai 1860).
- 22 octobre : Fernand Sabatté, peintre français (° 14 mai 1874).